# Sofie Lemaire
Sofie Lemaire (Mechelen, 30 november 1983) is een radio- en televisiepresentatrice.

## Levensloop
Lemaire werd geboren in Mechelen maar verhuisde al vlug naar Brugge. Na haar studies bleef ze in Antwerpen wonen.
Tijdens haar humaniora volgde Lemaire Latijn-Moderne Talen aan het Koninklijk Atheneum in Brugge. Na haar middelbare school volgde Lemaire de richting Woordkunst aan de Studio Herman Teirlinck. Ze studeerde in 2005 af en ging werken bij Radio 1. Ze gold binnen VRT als een groot talent en won voor haar reportage Zus & ZOO de Åke Blomström-prijs voor talent in radiodocumentaires. Haar documentaire ging over mensen en dieren, waarbij Lemaire onder andere de vraag stelde: Op welk dier lijk jij het meest?
Lemaire begon als nieuwsmeisje naast Peter Van de Veire toen die in de lente van 2006 Wim Oosterlinck opvolgde als ochtendpresentator van Studio Brussel, maar groeide uit tot co-presentatrice.
In het voorjaar van 2008 presenteerde ze op vrijdagavond haar eigen programma SPAM bij Canvas, waarin ze met anderen het nieuws op de hak nam. Het programma flopte echter. In het najaar van 2008 stopte Lemaire met de copresentatie van het ochtendblok en kreeg ze opnieuw een eigen programma, getiteld De wereld van Sofie. Daarin besprak zij tussen 12 en 13 uur nieuws en trivia, vaak met een knipoog, steevast met een giecheltje. Daarna presenteerde ze elke werkdag, ook tussen 12 en 13 uur, Spelen met Sofie.
In 2008 was Lemaire voor de eerste maal een van de presentatoren van Music For Life. Samen met Tomas De Soete en Siska Schoeters presenteerden ze dagenlang een verzoekprogramma voor het goede doel.
Op Rock Werchter 2009 kondigde Lemaire de artiesten aan in de Pyramid Marquee.
Op 30 april 2010 stopte De wereld van Sofie, omdat Lemaire in samenwerking met Sam De Bruyn begon met de voorbereiding van een nieuw radioproject. Dit ging van start op 31 mei 2010 en heette Vrienden van de Radio.
In maart 2012 verliet ze Studio Brussel en tekende ze een vijfjarig exclusiviteitscontract bij Woestijnvis. Vanaf 17 september 2012 werkte ze mee aan het dagelijkse praatprogramma De kruitfabriek op VIER, totdat dit programma in 2013 stopgezet werd.
Voor haar beginnende televisiecarrière werd Lemaire op 2 maart 2013 tijdens het gala van de Vlaamse Televisie Sterren 2013 gelauwerd als de Rijzende Ster van het voorbije jaar. De aankondiging en toelichting werd uitgesproken door Birgit Van Mol, lid van de Vlaamse Televisie Academie en de trofee werd haar uitgereikt door haar Kruitfabriekcollega Christophe Deborsu.
Ze bedacht de 'Wiki-wiki challenge' voor het programma De schuur van Scheire.
In het najaar van 2014 presenteerde ze samen met Pedro Elias Bloot en Speren, een panelprogramma over de geschiedenis. Ze presenteerde in het voorjaar van 2015 het tweede seizoen.
In 2016 stapte Lemaire opnieuw over naar de VRT, waar ze achter de schermen aan de slag ging bij Canvas en opnieuw bij Studio Brussel te horen was. Op Canvas presenteert ze sinds dat jaar samen met Bent Van Looy het cultuurmagazine Culture Club.
In 2019 nam Lemaire deel aan De Slimste Mens ter Wereld waarin ze in drie afleveringen te zien was, ze won er een. In 2019 begon op VRT Radio 1 een nieuwe reeks radio-uitzendingen van De wereld van Sofie, ook als podcast te beluisteren.  
In 2020 maakte Lemaire het televisieprogramma Meer vrouw op straat, dat werd uitgezonden op Canvas. Lemaire bracht een aantal vrouwen in Vlaamse steden onder de aandacht die volgens hun inwoners een straatnaam verdienden. Onder meer Marie Louise Habets, Miss Athléta en Louisa d'Havé werden genomineerd.
In het voorjaar van 2021 sloot zij zich aan als vennoot bij het kattenpension van Dagmar Liekens “Als De Kat Van Huis Is”, nadat ze zelf een kat in huis haalde.